# Lyriothemis mortoni
Lyriothemis mortoni – gatunek ważki z rodziny ważkowatych (Libellulidae).